# Slatina (rumunské město)
Slatina je město v Rumunsku, hlavní město župy Olt, protéká jím řeka Olt. Leží na jihu země a žije v něm přibližně 63 tisíc obyvatel.
Název města pochází ze slovanského výrazu Slatina, označujícího slanou zemi, nebo z latinského Salatina. Poprvé je město zmíněno v roce 1368.
Nachází se zde jeden z největších závodů na výrobu hliníku na světě, Alro Slatina.

## Významní rodáci
- Eugène Ionesco – spisovatel
- Monica Niculescuová – tenistka
- Mădălina Diana Gheneová‎ – modelka a herečka